# Va'a (sport)
Pour les articles homonymes, voir Va'a (homonymie).

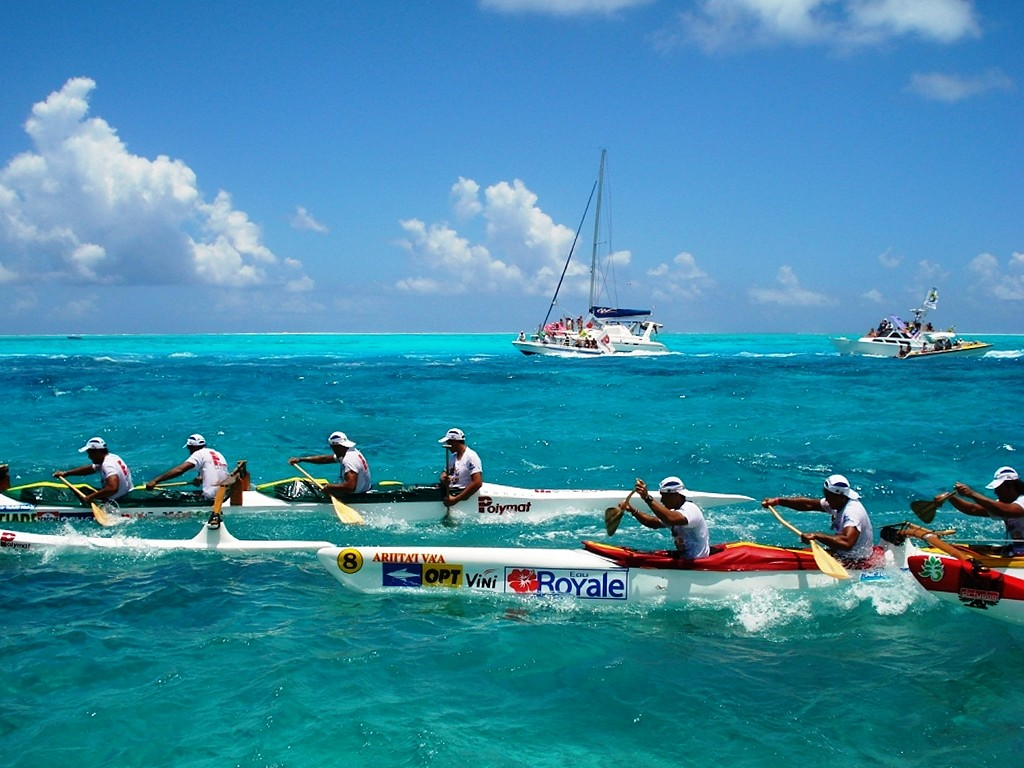
Deux va.

Vaʻa désigne un sport de course tahitien en pirogue aussi appelé pirogue polynésienne ou outrigger canoë (OC). On distingue plusieurs types : les V1 (va’a hoe), V3 (va’a toru), V6 (va’a ono), V12 (va’a tauati ou pirogue double) et V16 (super tauati). Le va'a est actuellement pratiqué comme sport et des compétitions sont organisés en Polynésie Française.
Vaʻa est un mot en samoan, hawaïen et tahitien qui signifie « bateau » ou « canoë ». Le mot est apparenté à d'autres mots polynésiens tels que vaka ou le mot maori waka.
Cette embarcation fait aussi partie depuis 2020 du programme des Jeux paralympiques en paracanoë.

## Types de pirogues

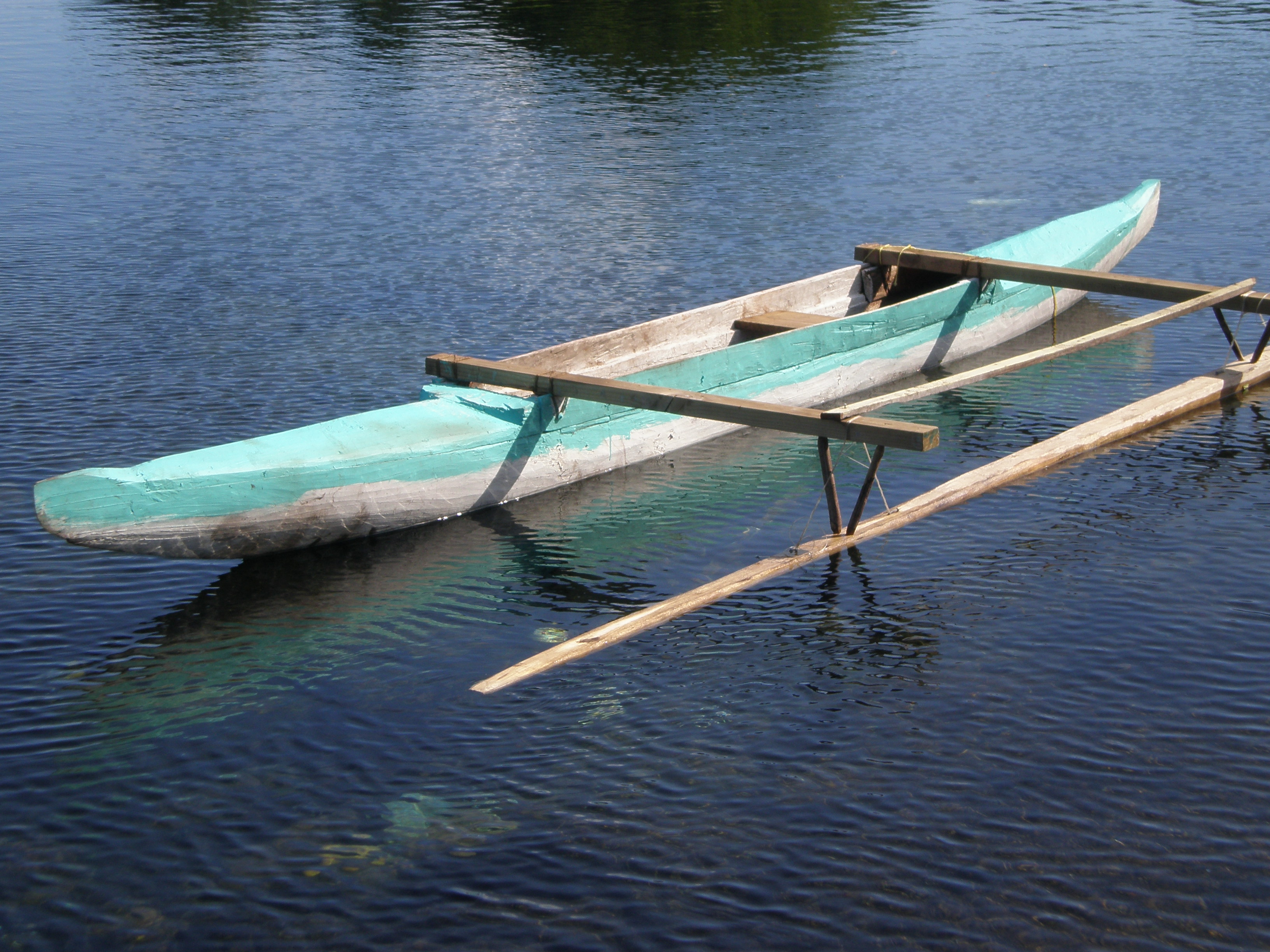
Un va'a en bois artisanal (Samoa).

### Type de pirogue traditionnelle
Traditionnellement, Va'a désigne des pirogues à balancier polynésiennes fabriqué à partir d'un tronc évidé ou des planches cousues. Le balancier unique (appelé ama dans différentes langues polynésiennes) est relié à la coque par deux bras en bois (iato). Les liens sont assurés par des lanières de caoutchouc, à la fois résistantes et souples (uaua). Le rameur est équipé d'une pagaie simple comme en canoë, dont la pale est inclinée vers l'avant. 

### Typologie de course
On distingue les V1 (va’a hoe), V3 (va’a toru), V6 (va’a ono), V12 (va’a tauati ou pirogue double) et V16 (super tauati).
Les principales différences entre le va'a et la pirogue à balancier hawaïenne (OC) tiennent dans l'absence de safran sur les va’a, quel que soit le modèle, et dans une esthétique plus tendue, plus fine. On ne rencontre jamais de V2, contrairement à son homologue OC2 hawaïen, du fait de l'absence de safran pour diriger.

## Types de courses
Des compétitions appelées fa’atïtïäu’ara’a les mettent en valeur depuis près de 150 ans.
Il existe deux types d'épreuves, celles de vitesse en lagon, et les marathons en haute mer, avec ou sans changement d'équipes. Les courses se font sur 500 mètres, 1 000 mètres ou 1 500 mètres pour la vitesse. Les marathons font d'une trentaine de kilomètres à plus de 150 km.
Le cadre fédéral reconnait la pratique :
- de va'a vitesse sur 500 m, 1 000 m, et 1 500 m,
- d'ocean racing (course en mer de  21 km),
- et les courses GACI (Groupe Accès aux Compétitions Internationales) au-delà de 35 km.

À côté du cadre fédéral, se développent des courses de format libre, plus influencées par l'esprit « surf ».
Le va’a s'adapte à tous les plans d'eau : engin de course en ligne sur les plans calmes, il devient un excellent bateau de mer. La pratique d'équipe permet d'envisager la mixité homme-femme et sénior-junior. C'est un sport de fitness, à la fois d'endurance et de cardio, suivant les épreuves choisies.

## Nomenclature
Les postes sont numérotés de 1 à 6 en partant de l'avant. Les rameurs se distribuent en quinconce à partir du choix de départ du numéro 1.
En 1, le cadenceur (fa'ahoro en tahitien); en 3 le moteur ; en 6 le barreur (pēperu en tahitien). Les postes 2, 4 et 5 sont les renforts de ces postes spécifiques (sauf en V3, où les postes ne sont pas doublés) et doivent se comporter comme tels : 2 suit très précisément la cadence de 1, 4 renforce la puissance de 3 et 5 peut être amené à barrer avec 6 dans de grosses conditions de mer.
Régulièrement, numéro 3 émet un appel (tare en tahitien) de changement de bordé, où tous les rameurs changent de côté. Cet appel a des retentissements stratégiques, et l'ordre transmis indique en même temps si le cadenceur doit alléger son rythme ou l'accentuer, s'il faut ramer plus profond ou pas, etc. Chaque équipe dispose de ses propres codes et il faut être extrêmement attentif à l'état physique et moral du reste de l'équipe.

## Compétitions

### Principales compétitions internationales
- Hawaiki nui va'a, en Polynésie française, qui relie les îles de Huahine, Raiatea, Tahaa et Bora-Bora.
- Molokai hoe à Hawaï.
- Tahiti Nui Va'a, qui fait le tour de l'île de Tahiti en trois jours (trois étapes), et se tient tous les deux ans.

### Principales compétitions métropolitaines
- Fort boyard challenge à Fouras
- Championnat de France
- Porquerollaise [5]
- Roxy va'a cup et Orofero [6]
- Femina va'a cup [7]
- Vendée Va'a [8]

## Pratique en France métropolitaine
En France métropolitaine, le va’a se développe rapidement, en s'appuyant sur la fédération française de Canoë-Kayak (FFCK). Ainsi des clubs, certains parmi les plus performants au niveau national, se trouvent parfois très loin de côtes, pourvu qu'il existe un plan d'eau assez large et long pour recevoir des V6.

### Clubs
Des va'a sont présents entre autres :
- sur l'Erdre à Nantes au Nack
- sur le Rhône à Bourg-Saint-Andéol
- sur la Vienne à Chinon
- sur la Marne à Champigny-sur-Marne
- sur le lac de Saint-Cyr proche de Poitiers
- sur le Rhône à Vaulx-en-Velin
- sur la Seine à la base nautique Sèvres–Issy-les-Moulineaux (Club du BAC)
- sur le lac du Pondata
- sur l'Atlantique au Canoë Kayak Côte de Lumière
- sur la Méditerranée  au PKM de Palavas-les-Flots
- sur la Méditerranée à Toulon, club Toulon Va'a
- sur la Méditerranée à La Seyne-sur-Mer, Les Sablettes, Club La Méduse
- sur le lac de Carcans-Maubuisson et Atlantique, Club Médoc Va'a 33
- sur l'étang de Biscarrosse-Navarosse, Club Bisca Va'a
- sur le lac Léman à Thonon-les-Bains, club Pagaies Club Thonon

Et bien entendu tout le long du littoral, où chaque mer est représentée par un ou plusieurs clubs.
Liste des clubs en Polynésie Française :
| Numéro | Nom                     | Ile     |
| ------ | ----------------------- | ------- |
| 32A/B  | Edt va'a                | Tahiti  |
| 76A/B  | Shell vaa               | Tahiti  |
| 360A/B | Team OPT                | Tahiti  |
| 180A/B | Hinaraurea              | Raiatea |
| 6      | Air Tahiti va'a         | Tahiti  |
| 505    | Paddling Connection     | Tahiti  |
| 543    | Team Tupuai             | Tubuai  |
| 324    | Matairea Hoe            | Huahine |
| 22     | Pirae va'a              | Tahiti  |
| 506    | Tamarii aaro no arue    | Tahiti  |
| 374    | As Enviropol            | Tahiti  |
| 273    | Te ui tini no viper vaa | Raiatea |
| 182    | Te ava rua              | Raiatea |
| 33     | Arue va'a               | Tahiti  |

## Galerie d'images

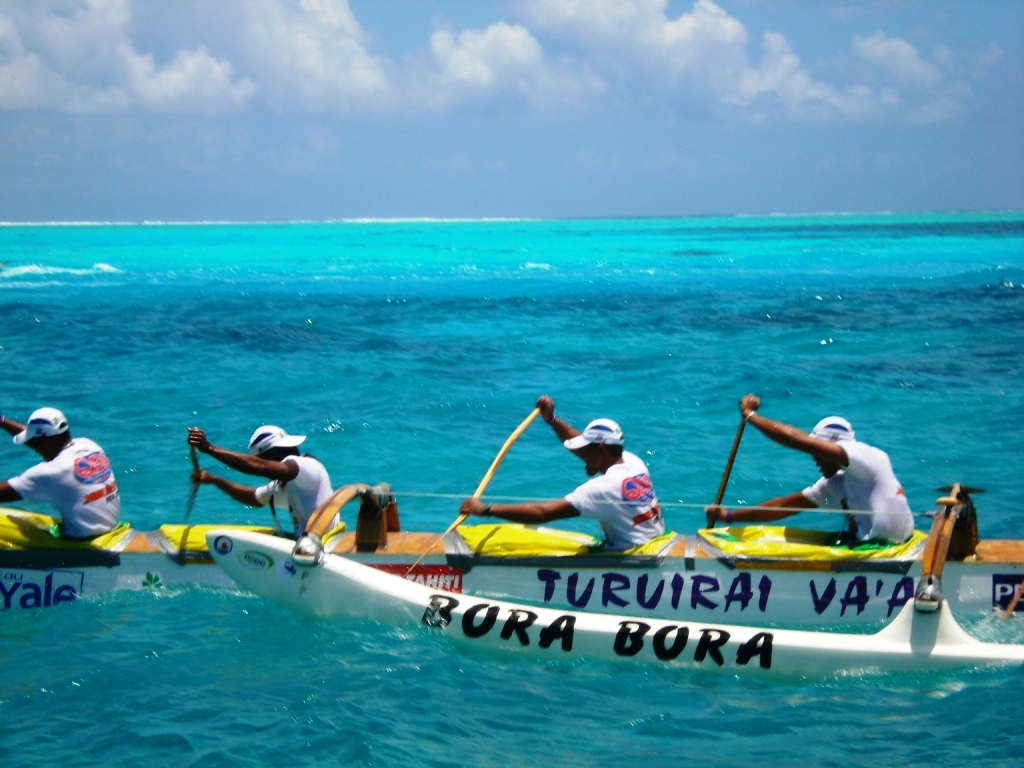
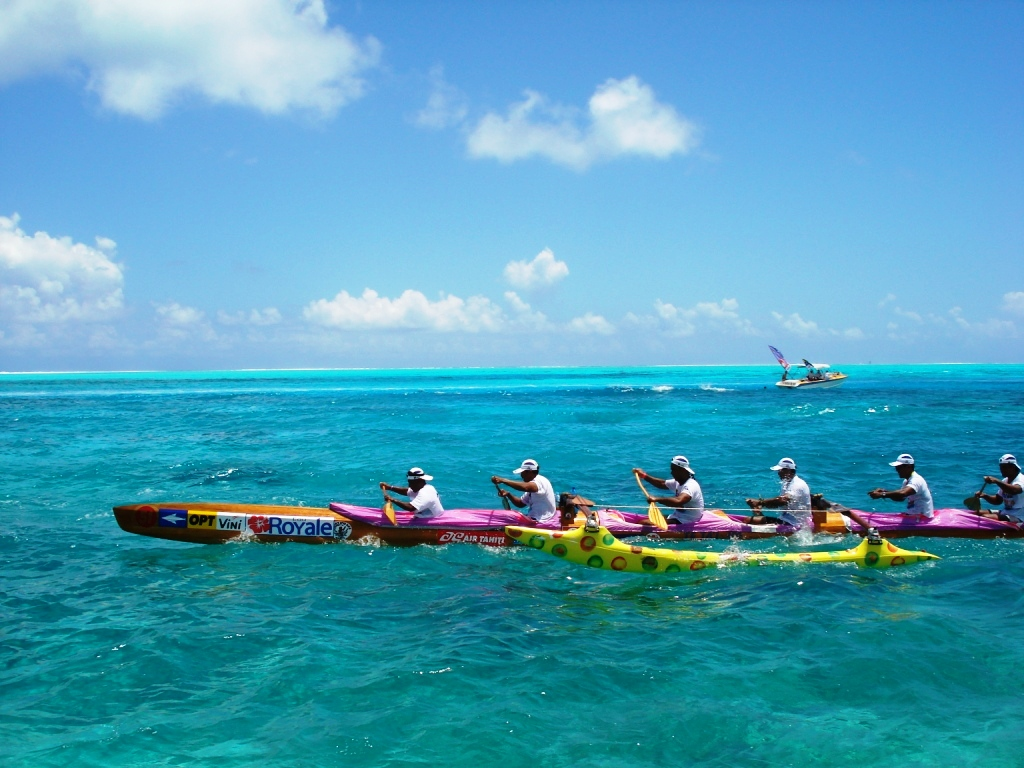
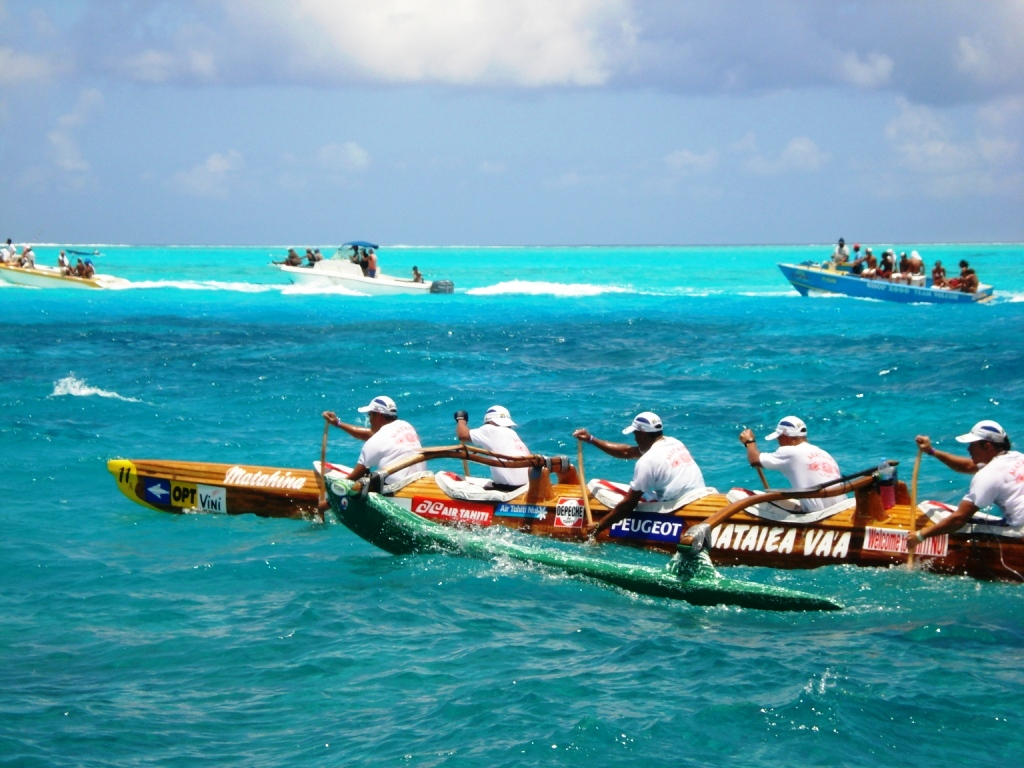